# روحان (عمران)
روحان هي إحدى قرى الجمهورية اليمنية. تتبع جغرافيا لمحافظة عمران وإداريًا لمديرية السود. يبلغ تعداد سكانها 1440 نسمة حسب الإحصاء الذي أجري عام 2004. (أنظر أيضًا روحان المحويت).